# Belisario Vinta
Belisario Vinta  né à Volterra en 1542, et mort à Florence dans la nuit du 14 au 15 octobre 1613, ou le 16 octobre 1613 est un homme politique florentin attaché à la famille Médicis.

## Biographie
Belisario Vinta est devenu citoyen de Florence en 1579 et y a entrepris une carrière politique.
Il a épousé Camilla fille de Bartolomeo Concini (1507-1578), premier secrétaire de Cosme Ier auprès duquel Belisario s'est formé. Il a conservé la même position que celle de son beau-père avec le grand-duc Ferdinand Ier. Il a gardé sa position pendant la régence de Christine de Lorraine et après son expulsion par le grand-duc Cosme II.
Son action politique a été marquée par la tentative avortée de garder de maintenir le Grand-Duché de Toscane à égales distances entre la France et l'Espagne. Il a participé aux négociations de mariage entre Henri IV et Marie de Médicis.
Selon l'ambassadeur vénitien Francesco Badoer, Belisario Vinta jouissait d'une grande réputation en 1609, mais il apparaissait alors « réduit à un âge si grave que ses très grands travaux ne semblent plus durer longtemps » .
Il mourut dans la nuit du 14 au 15 octobre 1613  ou le 16  et fut enterré dans la Basilique Santa Croce de Florence.

## Affaire Galilée
Des négociations ont été menées à son initiative, à partir de 1608, avec Galilée afin de faire venir en Toscane le scientifique, dont la renommée a encore augmenté durant cette période à la suite de ses découvertes des satellites de Jupiter. Ces derniers ont été rebaptisés, sur proposition de Vinta, planètes médicéennes et non, comme proposé par Galilée, Cosmici, par déférence pour le jeune grand-duc Cosme II (1590-1621). Des traces de ces négociations peuvent être lues dans la correspondance entre les deux hommes, comme le relève un extrait, en date du 10 février 1610 : 
« Il pensiero di VS intorno al porre i nomi ai nuovi pianeti trovati da lei, con inscrivergli dal nome del Ser.mo Padrone, è generoso et heroico, et conforme agli altri parti singolari del suo mirabile ingegno: et poiché ella ha voluto farmi l'onore del domandarmi il mio parere circa al chiamar detti pianeti o Cosmici o Medicea Sydera, io le dirò liberamente che questa seconda inscrizzione tengo per fermo che piacerà più, perché, potendosi la voce greca Cosmici interpretare in diversi sensi, non sarebbe forse interamente attribuita da ogn'uno alla gloria del Ser.mo nome della Casa de' Medici et della loro natione et città di Firenze, come necessariamente sarà la denominatione di Medicea Sydera »

## Famille
Il a épousé Camilla fille de Bartolomeo Concini, premier secrétaire du grand-duc Cosme Ier.